# Propensão marginal a importar
A propensão marginal a importar é a tendência que uma economia tem para importar à medida que o PIB (Y) aumenta. Por exemplo, se um governo aumentar a despesa pública (G), com o intuito de aumentar o produto, esse efeito será tanto mais diluído para o exterior, tanto quanto maior seja a propensão marginal a importar.
Matematicamente, a propensão marginal a importar (PMI) é expressa como a derivada da função Importação (Im) em função do produto (Y).
{\displaystyle PMI={\frac {\partial Im}{\partial Y}}={\frac {\partial {\overline {Im}}-aR+mY}{\partial Y}}=m}